# Ковиловка
Ковило́вка (рос. Ковыловка) — село у складі Сарактаського району Оренбурзької області, Росія.

## Населення
Населення — 34 особи (2010; 58 у 2002).
Національний склад (станом на 2002 рік):
- росіяни — 91 %